# 殭屍道長II
《殭屍道長II》，香港亞洲電視製作的民初奇幻電視劇，全劇共50集，監製蕭鍵鏗。

## 本劇單元
- 鬼太后（第1－10集）
- 飛降勾魂（第11－19集）
- 燈蛾撲火（第20－25集）
- 戲班冤魂（第26－33集）
- 轉世靈童（第33－40集）
- 大魔神（第41－50集）

## 演員表
- 林正英（配音：周永光） 飾 毛小方
- 孟　海 飾 小　海
- 林文龍 飾 郁達初（阿初）
- 程　東 飾 雷　罡
- 文頌嫻 飾 雷　秀
- 商天娥 飾 玫　瑰
- 鄭柏林 飾 蝦　米（轉世靈童）
- 黎淑賢 飾 舒　寧
- 楊恭如 飾 余盈盈（蛾妖）
- 黃寶欣 飾 余素素（蛾妖）
- 梁碧芝 飾 余青青（蛾妖）
- 司馬華龍 飾 宋學良
- 姜皓文 飾 周三元
- 李小蕙 飾 周四喜
- 江　圖 飾 周　有
- 陶安仁 飾 朱潔貞
- 羅青浩 飾 旺　財
- 岑淑姬 飾 蘭
- 尹天照 飾 宋子隆
- 陳麗雲 飾 張　媽
- 陳　東 飾 張　伯
- 佘文炳 飾 牛大叔
- 饒芷筠 飾 牛大媽
- 陳　銳 飾 阿　忠
- 李俊德 飾 阿　邦
- 黃清河 飾 父　老
- 陳靖允 飾 慈　禧
- 曾守明 飾 將　軍
- 周兆麟 飾 李蓮英
- 冼灝英 飾 燈　神
- 石中玉 飾 泰　叔
- 劉　準 飾 興　叔
- 梁錦燊 飾 金　爺
- 萬斯敏 飾 金奶奶
- 馮　國 飾 徐副官
- 李　岡 飾 陳軍長
- 龍貫天 飾 應錦棠
- 吳廷燁 飾 易小龍
- 楊嘉諾 飾 靚少輝
- 王　薇 飾 花艷紅（應錦棠之妻）
- 杜汶澤 飾 星　仔
- 劉萬儀 飾 羅　桑（蝦米仔稱其「響螺頭」，八思巴之女）
- 黃韻材 飾 八思巴
- 羅　烈 飾 寧瑪活佛（汙糟喇嘛）
- 姚文基 飾 血　魔

## 外部連結
- 豆瓣电影上《殭屍道長II》的資料 （简体中文）